# Prijepolje (stacja kolejowa)
Prijepolje (serb. Пријепоље) – stacja kolejowa w Prijepolju, w okręgu zlatiborskim, w Serbii.
Stacja znajduje się na ważnej magistrali Belgrad – Bar, w pobliżu rzeki Lim.

## Linie kolejowe
- Linia Belgrad – Bar